# 36 svenska klassiker 1980–1989
36 svenska klassiker 1980–1989 är ett samlingsalbum med svenska pop-, rock- och syntlåtar inspelade mellan 1980 och 1989.

## Låtlista
1. Abba – The Winner Takes It All (4:56)
2. Gyllene Tider – Flickorna på TV2 (3:44)
3. Docent Död – Solglasögon (2:29)
4. Ebba Grön – 800°C	(3:30)
5. Freestyle – Vill ha dej (3:38)
6. X Models – Två av oss	(4:24)
7. Hansson De Wolfe United – Var kommer barnen in (5:36)
8. Mikael Wiehe – Flickan och kråkan (3:48)
9. Secret Service – Flash in the Night (3:47)
10. Lustans Lakejer – Diamanter (3:35)
11. Adolphson & Falk – Blinkar blå (4:37)
12. Tomas Ledin – Sommaren är kort (3:03)
13. Ulf Lundell – Öppna landskap (4:39)
14. Ratata – Jackie (3:36)
15. Anne-Lie Rydé – Segla på ett moln (5:18)
16. Monica Törnell – Vintersaga	(3:55)
17. Dan Hylander & Raj Montana Band – Skuggor i skymingen (3:54)
18. Imperiet – Du ska va president (4:15)
19. Freda' – Vindarna (4:12)
20. Europe – The Final Countdown (4:00)
21. Trance Dance – You're Gonna Get It (3:49)
22. Orup – Jag blir hellre jagad av vargar (3:47)
23. Tone Norum & Tommy Nilsson – Allt som jag känner (4:11)
24. Marie Fredriksson – Efter stormen	(4:00)
25. Peter LeMarc – Håll om mig (3:53)
26. Di Leva – Vem ska jag tro på? (3:52)
27. Eldkvarn – Kärlekens tunga (3:54)
28. Wilmer X – Teknikens under (4:58)
29. Mauro Scocco – Sarah (4:28)
30. Mikael Rickfors – Vingar (5:13)
31. Roxette – The Look (3:57)
32. Lolita Pop – Hey Winner (3:20)
33. Jakob Hellman – Vara vänner (3:38)
34. Eva Dahlgren – Ängeln i rummet (4:01)
35. Christer Sandelin – Det hon vill ha (4:44)
36. Titiyo – Talking to the Man in the Moon (4:44)